# Grgur III. Moslavački
Grgur III. Moslavački (u. prije 1294.) je bio hrvatski plemenitaš iz obitelji Moslavačkih.
Praunuk je Makarija I., rodonačelnika Moslavačkih, od kojih je prema nekim povjesničarima nastala obitelj Čupora Moslavačkih, unuk Tome I. Moslavačkog, bana i prvog vukovarskog župana i sin sudca Kumana Grgura II.
Bio je župan u Željeznom. 
Imao je trojicu braće: Grgura II., bana Mačve i Bosne, Petra III., transilvanijskog biskupa i Lovru.

## Vanjske poveznice
- Projekt "Mogućnosti turističke ponude Grada Garešnice", Povijesni dio projekta izradili, uz stručno vodstvo profesorice povijesti i likovne umjetnosti Milke Prodanić, učenici trećeg razreda opće gimnazije. Koordinatorice projekta: Margareta Miloš, prof. i dipl. bibl. i Martina Terranova, profSrednja škola August Šenoa, Garešnica, 2014.